# Ctenus maculatus
Ctenus maculatus är en spindelart som beskrevs av Pelegrín Franganillo Balboa 1931. 
Ctenus maculatus ingår i släktet Ctenus och familjen Ctenidae. Artens utbredningsområde är Kuba. Inga underarter finns listade i Catalogue of Life.